# Audi Nero
Pour les articles homonymes, voir Nero.
L'Audi Nero est un concept car dessiné par Jess Harder et Raul Cenan et présenté lors du Design Challenge 2006 à Los Angeles. 
Elle reprend le style de l'Auto Union Type C, qui a battu plusieurs records de vitesse dans les  années 1930, avec ses roues carénées.